# Чагарниця маніпурська

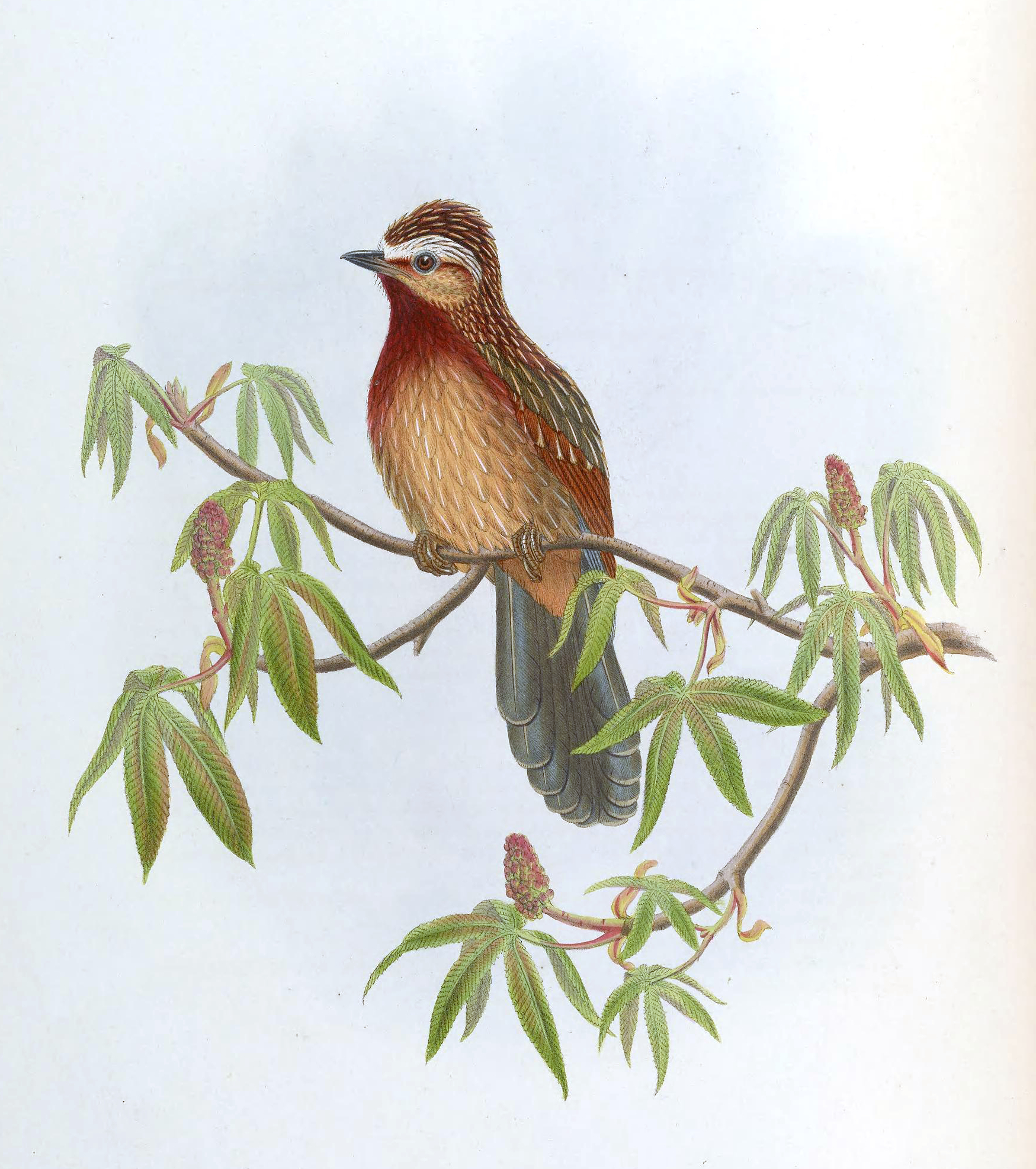
Маніпурська чагарниця

Чагарни́ця маніпурська (Trochalopteron virgatum) — вид горобцеподібних птахів родини Leiothrichidae. Мешкає в Індії і М'янмі.

## Поширення і екологія
Маніпурські чагарниці мешкають на кордоні Північно-Східної Індії і М'янми, в горах Паткай. Живуть у вологих гірських тропічних лісах, у високогірних чагарникових заростях і на гірських луках. Зустрічаються на висоті від 900 до 2400 м над рівнем моря. Живляться переважно комахами. Сезон розмноження триває з квітня по липень. В кладці 2-3 яйця.